# اتحاد اواوئه‌تسو رپان
اتحاد اواوئه‌تسو رپّان (به ژاپنی: 奥羽越列藩同盟, おううえつれっぱんどうめいs) اتحادی سیاسی-نظامی بین ولایت موتسو، ولایت دوا و ولایت اچیگو بود این اتحاد به مدت چندین ماه در اوایل تا اواسط سال ۱۸۶۸ در طول جنگ بوشین ادامه داشت.